# Corserey
Corserey é uma comuna da Suíça, no Cantão Friburgo, com cerca de 290 habitantes. Estende-se por uma área de 3,46 km², de densidade populacional de 84 hab/km². Confina com as seguintes comunas: La Brillaz, Montagny, Prez-vers-Noréaz, Torny.
A língua oficial nesta comuna é o Francês.